# 마리우 피게이라 페르난지스
마리우 피게이라 페르난지스(포르투갈어: Mário Figueira Fernandes, 러시아어: Марио Фигейра Фернандес 마리오 피게이라 페르난데스[*], 1990년 9월 19일 ~ )는 브라질 출신의 러시아 축구 선수이다. 포지션은 라이트 백이고, 현재 러시아 프리미어리그의 제니트 상트페테르부르크 소속이다.

## 클럽 경력
2009년 6월 28일 브라질 캄페오나투 브라질레이루 세리이 A 그레미우에서 데뷔했다. 2011년 네이마르 등과 함께 리그 실버볼 수상자로 선정되었다. 2012년에 러시아 프리미어리그로 이적해 CSKA 모스크바와 1,500만 유로에 5년 계약을 체결했다.

## 국가대표 경력
2014년 10월 14일 싱가포르에서 열린 일본과의 친선 경기에서 브라질 축구 국가대표팀 선수로 첫 A매치 경기에 출전했지만, 그 이후로는 브라질 축구 국가대표팀에 다시 선발되지 않았다.
러시아에서 개최된 2018년 FIFA 월드컵을 2년 앞둔 2016년 7월 13일에 러시아 국적을 취득해 2017년부터 러시아 축구 국가대표팀에서 뛰기 시작했고, 2017년 10월 7일에 열린 대한민국과의 친선 경기에서 러시아 축구 국가대표팀 선수로 첫 A매치 경기에 출전했다.
2018년 7월 7일 크로아티아와의 2018년 FIFA 월드컵 8강전 연장 후반전에 극적인 2-2 동점골을 기록했지만, 승부차기에서 러시아의 3번째 키커로 나와 실축, 결국 3-4로 패해 8강전에서 탈락했다.